# Typhlops rostellatus
Typhlops rostellatus este o specie de șerpi din genul Typhlops, familia Typhlopidae, descrisă de Stejneger 1904. Conform Catalogue of Life specia Typhlops rostellatus nu are subspecii cunoscute.